# Lucky Chops

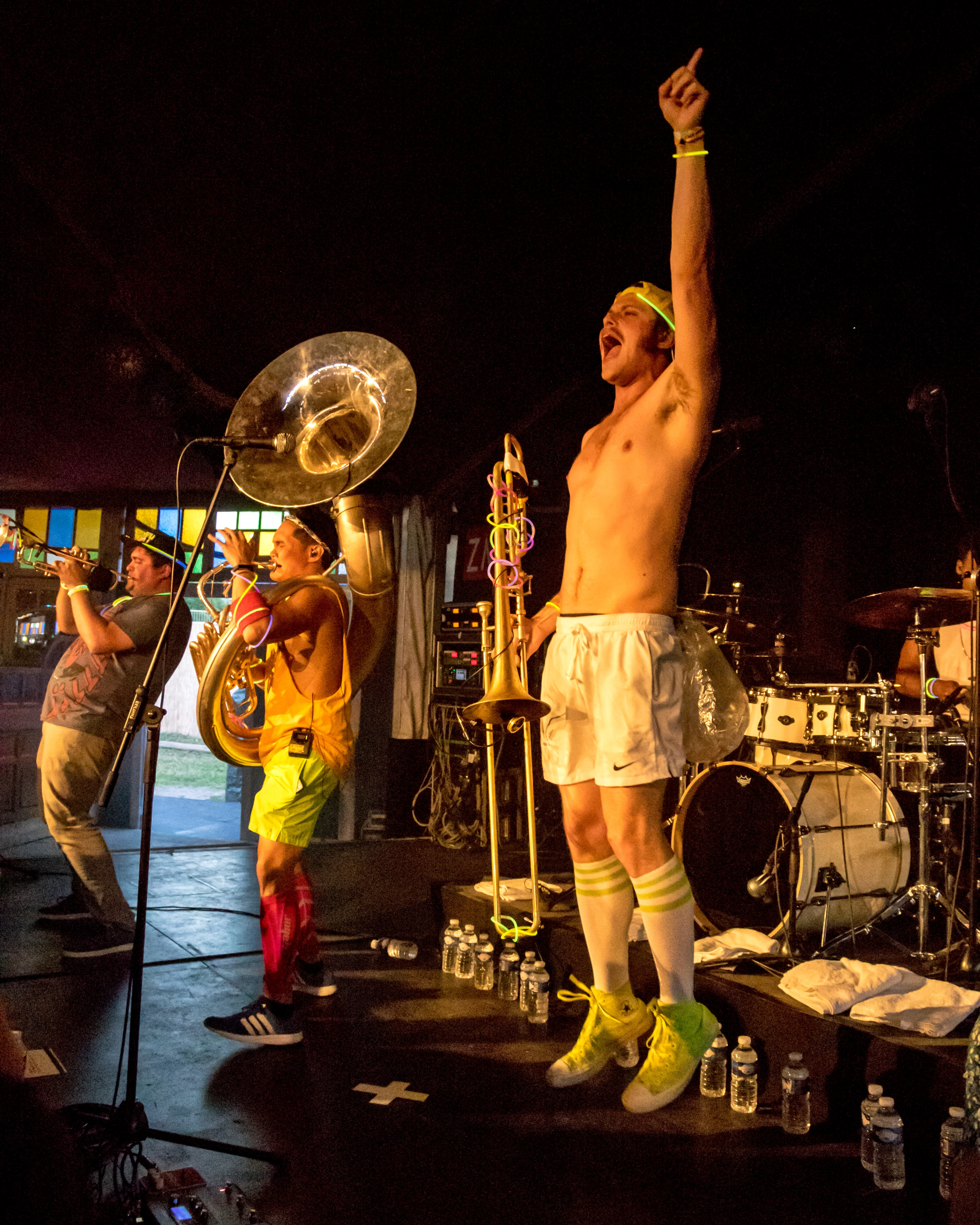
Lucky Chops Zelt-Musik-Festival 2017 Freiburg, Duitsland

Lucky Chops is een Amerikaanse brassband uit de stad New York, die werd opgericht in 2006. De bandleden leerden elkaar kennen op de Fiorello H. LaGuardia High School of Music & Art and Performing Arts en bestaat uit Joshua Gawel (trompet), Daro Behroozi (tenorsaxofoon), Josh Holcomb (trombone), Raphael Buyo (sousafoon) en Charles Sams (percussie). Baritonsaxofonist Leo Pellegrino verliet in 2016 de band om zich volledig te gaan concentreren op zijn andere band Too Many Zooz.
De band werd bekend door het maken van brassbandcovers van bekende nummers maar componeert ook zelf muziek. Lucky Chops speelt vooral jazz-, dance- en popmuziek. Lucky Chops werd in 2015 bekend bij een breder publiek door de YouTube-clips van hun optredens in metrostations in New York. Deze clips werden miljoenen malen bekeken.
De groep was de huisband van het MTV-programma Girl Code.
De band trad onder meer op in Melkweg, Ancienne Belgique, Doornroosje, Les Ardentes, De Oosterpoort en Mezz.

## Albums
- NYC (2016)
- Virtue and Vice Sessions Vol. 1 (2018)
- Lucky Chops (2019) - minialbum
- New Day (2020)